# Karl Kanhäuser
Karl Kanhäuser (Vienna, 18 luglio 1900 – 31 dicembre 1945) è stato un calciatore cecoslovacco, fino al 1931 austriaco, di ruolo attaccante.

## Carriera

### Club
Dall'inizio della sua carriera, nel 1919, fino al 1925 gioca nel Wiener SK vincendo un titolo austriaco e una coppa nazionale. Nel 1925 si trasferisce a Praga, dove rimane fino al termine dell'attività, nel 1937.

### Nazionale
Con l'Austria esordisce il 26 marzo 1921, contro la Svezia. Viene chiamato per l'ultima volta dalla nazionale austriaca nel 1924, concludendo la sua esperienza con 5 partite e 3 gol. Nel 1931 la Cecoslovacchia decide di convocarlo in Nazionale: debutta il 22 marzo contro l'Ungheria (3-3), giocando una seconda partita con la nazionale cecoslovacca.

## Palmarès

### Club

#### Competizioni nazionali
- Campionato austriaco: 1

Wiener SK: 1921-1922
- Coppa d'Austria: 1

Wiener SK: 1922-1923